# إيزابيل سوان
إيزابيل سوان (بالبرتغالية: Isabel Swan‏) هي متسابقة يخت برازيلية، ولدت في 18 نوفمبر 1983 في ريو دي جانيرو في البرازيل.

## وصلات خارجية
- إيزابيل سوان على موقع الاتحاد الدولي للملاحة الشراعية (موقع جديد) (الإنجليزية)
- إيزابيل سوان على موقع الاتحاد الدولي للملاحة الشراعية (موقع قديم) (الإنجليزية)
- إيزابيل سوان على موقع اللجنة الأولمبية الدولية (الإنجليزية)
- إيزابيل سوان على موقع أوليمبيديا (الإنجليزية)
- إيزابيل سوان على موقع اللجنة الأولمبية البرازيلية (البرتغالية)